# إدي زاك
إدي زاك (بالإنجليزية: Eddie Zack)‏ هو موسيقي ومغن مؤلف ومغني أمريكي، ولد في 2 يناير 1922 في بروفيدنس في الولايات المتحدة، وتوفي في 9 يناير 2002.